# شکست در تجارت

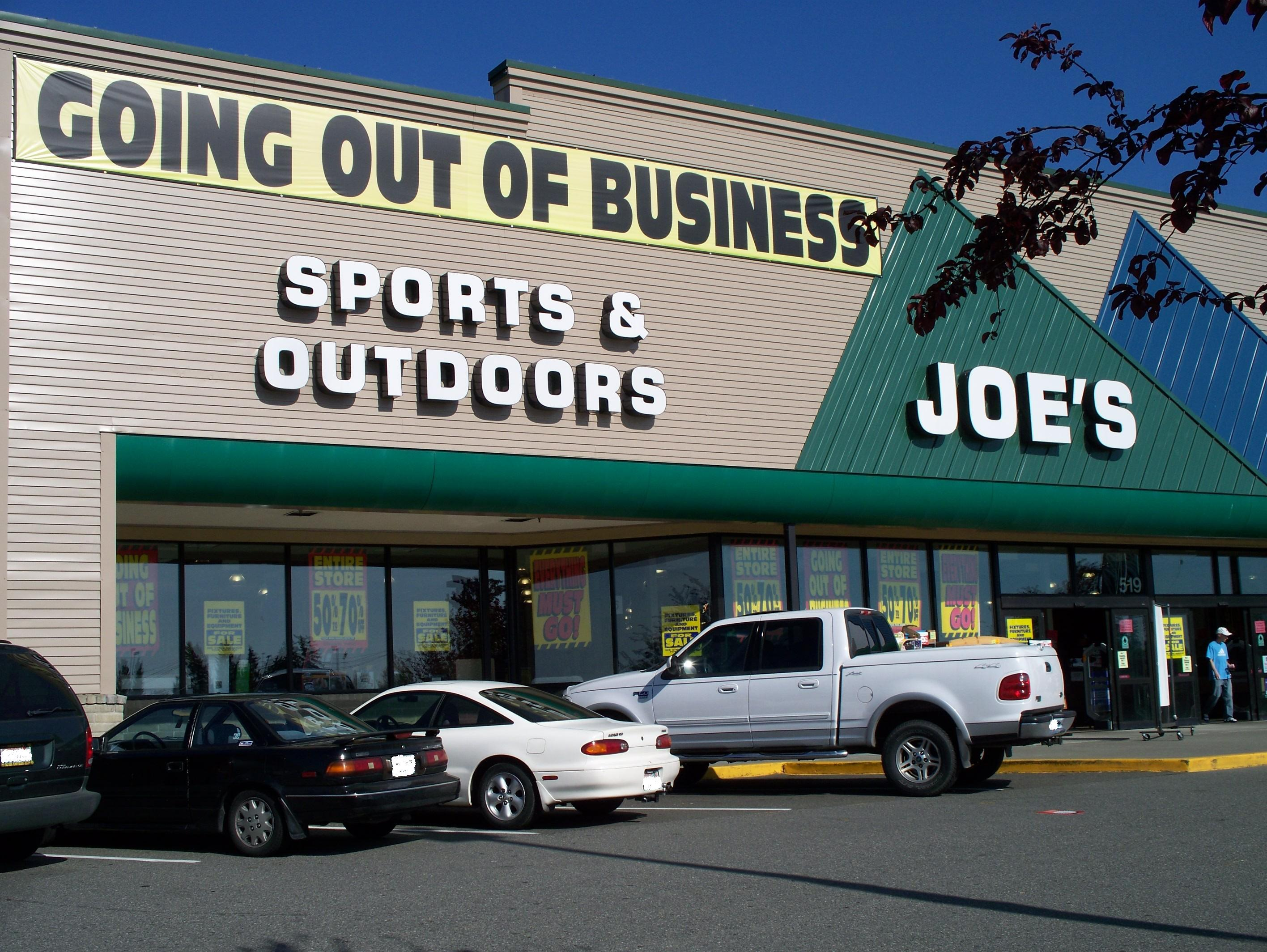
Joe's فروشگاه زنجیره‌ای خرده‌فروشی بود که در سال ۲۰۰۹ اعلام ورشکستگی کرد و منحل شد.

شکست در تجارت به توقف تجارت شخص یا بنگاه اقتصادی به سبب ناتوانی در کسب سود و درآمد کافی جهت پوشش هزینه‌های کار اطلاق می‌شود. اگر فعالیت تجاری جریان نقدی کافی برای پوشش هزینه‌های خود نداشته باشد، با شکست مواجه خواهد شد. براساس مطالعات نزدیک به یک سوم از صاحبان کسب‌وکار دستکم در یکی از سرمایه‌گذاری‌های تجاری خود شکست را تجربه نموده‌اند.

## علت‌ها
ممکن است در اثر جنگ‌ها، رکود اقتصادی، مالیات‌های بالا، نرخ‌های بهره بالا، قوانین سفت و سخت بیش از حد، تصمیمات مدیریتی ضعیف، بازاریابی ناکافی، ناتوانی در رقابت با رقبا، عدم علاقه عمومی به پیشنهادات تجاری ارائه شده یا ناتوانی در سازگاری با تغییرات بازار؛ تجارت با شکست مواجه شود. برخی از بنگاه‌ها شاید تصمیم بگیرند پیش از وقوع شکست موردانتظار تعطیل شوند، برخی دیگر نیز به کار خود ادامه می‌دهند تا زمانی که با حکم دادگاه وادار به تعطیلی شوند.
بسیاری از بحران‌های تجاری در شرکت‌ها ناشی از اشتباهات مدیریت ارشد است. پیروی مدیریت از راهبردهایی که دیگر برای بنگاه موفقیت‌آمیز نیست از رایج‌ترین دلایل بحران‌ها است. در نتیجه این اشتباه، ارتباط شرکت با بازار و مشتریان خود را از دست می‌رود و بنگاه خود را با تغییراتی که در اطرافش اتفاق می‌افتد وفق نمی‌دهد.اغلب تصمیمات راهبردی نادرست به دلیل نداشتن راهبرد مشخص اتخاذ می‌شوند و می‌توانند تأثیر قابل توجهی بر موقعیت مالی شرکت داشته باشند.
از دلایل مهم در شکست تجاری بنگاه‌های کوچک و متوسط می‌توان به موارد زیر اشاره نمود:
- نداشتن تجربه کافی
- فروشندگان و کارکنان نامناسب
- سرمایه ناکافی
- مدیریت ضعیف موجودی‌ها
- سرمایه‌گذاری بیش از حد در دارایی‌های ثابت
- بازاریابی ضعیف
- مدیریت مالی ضعیف
- موقعیت مکانی نامناسب
- سوء مدیریت ترتیبات اعتباری
- رشد غیرمنتظره
- نداشتن مدل کسب و کار
- عدم نیاز بازار به محصول ارائه شده

## مسائلی که پس از شکست تجاری رخ خواهد داد
یک بنگاه پس از شکست تجاری، ممکن است منحل شود.شاید شرکتی که چندین واحد را اداره می‌کند  قادر به ادامه کسب‌وکار خود باشد، اما احتمالا مجبور خواهد شد برخی از واحدهای ضعیف خود را ببندد یا ارائه برخی از محصولات خود را که فروش خوبی ندارند متوقف کند. برخی از شرکت‌های شکست خورده نیز شاید توسط مالک جدیدی خریداری شوند تا تجارتشان را بهتر مدیریت کند، و برخی نیز شاید با شرکت دیگری ادغام شوند تا سپس مدیریت کسب‌ و کارشان را برعهده گیرد.